# Jean-Hilaire Keiffer
Jean-Hilaire Keiffer (Aarlen, 11 december 1864 - Elsene, 10 oktober 1941) was een Belgisch gynaecoloog en hoogleraar aan de Université libre de Bruxelles.

## Biografie
Jean-Hilaire Keiffer was een zoon van hoogleraar Dominique Keiffer (1830-1902) en Marie-Anne Koenig (1841-1926). Hij trouwde in 1904 in Elsene met Hélène Grisar (1884-1919), kleindochter van Cesare Dell'Acqua. Ze kregen twee zoons en een dochter. Hun dochter Odette Keiffer (1905-1997) trouwde achtereenvolgens met Willem Deswarte en Maurice Cornil.
Hij studeerde zoölogie en gynaecologie aan de Université de Liège, waar hij les kreeg van Édouard Van Beneden. In 1891 behaalde hij het diploma van doctor in de geneeskunde, chirurgie en verloskunde. Hij vervolledigde zijn studie sociologie en promoveerde in 1896 aan de Université libre de Bruxelles. Keiffer praktiseerde gynaecologie aan de medisch-chirurgische kliniek van Brussel. In 1907 werd hij tevens hoogleraar aan de Université libre de Bruxelles, waar hij biologie onderwees in relatie tot de sociale wetenschappen van uit het oogpunt van de vrouwelijke geslachtsorganen. Hij bestudeerde ook de gevolgen van emotionele schokken bij zwangere vrouwen op kinderen. Hij zag in alcoholisme bij de ouders, de emoties van zwangere vrouwen en loodvergiftiging als oorzaken voor de "achteruitgang van de mens voor zijn geboorte".
Eind 19e eeuw zette hij zich samen met Louis Franck in voor de oprichting van een verplichte moederverzekering voor werkende vrouwen. Over de sociale bescherming van zwangere en pas bevallen vrouwen publiceerden ze in 1897 L'assurance maternelle. Tijdens het interbellum was hij voorzitter van de Société d'eugénique, waar hij werkte aan de invoering van gratis prenatale consultaties. Aan de universiteit gaf hij les aan verpleegsters, met name over de preventie en behandeling van geslachtsziekten.